# Prova de Fogo (escola de samba)
Grêmio Recreativo Social e Cultural Prova de Fogo é uma escola de samba da cidade de São Paulo. Seu nome é uma homenagem ao bloco Prova de Fogo, do Ceará.

## História
A Prova de Fogo foi fundada no bairro da Vila Mangalot, em Pirituba. Tudo começou em um piquenique em Interlagos, no dia 21 de abril de 1974, reunindo jogadores e torcedores do Santista Futebol Clube. A ideia para a formação da escola de samba partiu de Akimilson de Oliveira Câmara, o Ceará, que sugeriu o nome Prova de Fogo, em homenagem a um bloco cearense homônimo ligado ao Corpo de Bombeiros.
A partir daí, aconteceram algumas reuniões na casa de Dona Valdevina, na Vila Mangalot, em Pirituba. Dois meses depois do piquenique foi plantada a primeira semente do samba em Pirituba, com a fundação do Grêmio Recreativo escola de Samba Prova de Fogo em 16 de junho de 1974. Ceará foi eleito o primeiro presidente da escola de samba.
Em 1975, a escola apresentou-se pela primeira vez no Grupo Pleiteante. O belo desfile na Rua 12 de Outubro, na Lapa, rendeu à agremiação o título de campeã e uma vaga no Grupo 3. Após a apresentação de 1980, com um enredo sobre histórias de caboclos, a escola passou a integrar o Grupo 2.  Ao longo da sua história, a Prova de Fogo apresentou enredos marcantes, como Cabloco, Meninos de Rua, Circo, Magia Cigana, entre outros.
Em 2019, o enredo foi em homenagem às mulheres negras, intitulado "Rosas Negras o O Perfume da Flor Sou Eu", de autoria de Cesar Caetano e Felipe Cruz. A agremiação ficou em terceiro lugar pelo Grupo de Acesso de Bairros 1 (antigo Grupo 3 da Uesp). Essa foi a melhor colocação da Prova de Fogo na última década. 

## Segmentos

### Presidentes
| Nome                | Mandato            | Ref.  |
| ------------------- | ------------------ | ----- |
| Celso Lima          | 1983-2011          | [ 2 ] |
| Ivan Renato de Lima | 2012-2016          | [ 3 ] |
| Tadeu Kaçula        | 2017-2018          |       |
| Rosana Pinto        | 2018 até o momento |       |

### Diretores
| Ano  | Diretor de Carnaval | Diretor geral de harmonia | Mestre de bateria              | Ref.  |
| ---- | ------------------- | ------------------------- | ------------------------------ | ----- |
| 2014 | Silvio Luis de Lima | Renato                    | Vinicius                       | [ 4 ] |
| 2016 |                     |                           | Carlinhos Sebastian            | [ 3 ] |
| 2017 |                     | Ricardo Americano         | Carlinhos Sebastian            |       |
| 2018 |                     |                           | Paulinho                       |       |
| 2019 | André Marins        | João Batista (Dão)        | Vicente Trambolho e André Luiz |       |

### Coreógrafos
| Ano  | Nome             | Ref.  |
| ---- | ---------------- | ----- |
| 2014 | Solange Ferreira | [ 4 ] |
| 2016 | Mafra            | [ 3 ] |
| 2019 | Solange Ferreira |       |

### Casal de Mestre-sala e Porta-bandeira
| Ano         | Nome                           | Ref.  |
| ----------- | ------------------------------ | ----- |
| 2014        | Marquinhos e Vivian Alves      | [ 4 ] |
| 2015        | Tchaca e Vivian Alves          | [ 5 ] |
| 2016 a 2017 | Everson Sena e Gisa Camilo     | [ 3 ] |
| 2018 a 2020 | Julio Cesar e Nicinha Simpatia |       |
| 2022        | César Augusto e Hemily Santos  |       |
| 2023        | César Augusto e Amanda Martins |       |

### Corte de Bateria
| Ano  | Rainha       | Madrinha          | Musa             | Princesa    | Ref.  |
| ---- | ------------ | ----------------- | ---------------- | ----------- | ----- |
| 2014 | Karen Ariane | Lilian Santos     | Rosana Pretinhas |             | [ 4 ] |
| 2015 | Karen Ariane | Lilian Santos     | Rosana Pretinhas |             |       |
| 2016 | Karen Ariane |                   | Rosana Pretinhas |             |       |
| 2017 |              | Andréa Capitulino |                  |             |       |
| 2019 | Karen Ariane | Gisele Alves      |                  |             |       |
| 2020 | Karen Ariane | Gisele Alves      |                  |             |       |
| 2022 | Karen Ariane | Gisele Alves      |                  | Naomi Prado |       |
| 2023 | Tatá Soares  | Gisele Alves      |                  |             |       |

## Carnavais
| 1975 | 13º lugar | 1-UESP | Tempos de Pierrot e Colombina                                                                                               | |               |
| 1976 | Desclassificada | 1-UESP | Verde Que te Quero Verde | |               |
| 1977 | 3º lugar | 1-UESP | Nostalgia do Carnaval | |               |
| 1978 | 5º lugar | 1-UESP | Vitória Régia | |               |
| 1979 | 5º lugar | 1-UESP | E o Vento Levou | |               |
| 1980 | Vice-campeã | 1-UESP | Vida de Caboclo | |               |
| 1981 | 10º lugar | Acesso | As Quatro Estações do Ano                                                                                                   | |               |
| 1982 | Vice-campeã | 1-UESP | Mundo Encantado da Ilusão                                                                                                   | |               |
| 1983 | 8º lugar | Acesso | Réquiem de um Canto Triste                                                                                                  | |               |
| 1984 | 9º lugar | Acesso | O Sonho do Povo, A Magia do Carnaval                                                                                        | |               |
| 1985 | Vice-campeã | 1-UESP | Oranian - o Criador da Terra                                                                                                | |               |
| 1986 | 9º lugar | Acesso | A Dança de Aruanda | |               |
| 1987 | 4º lugar | 1-UESP | O Barato, Marido da Barata                                                                                                  | |               |
| 1988 | 3º lugar | 1-UESP | Cem Anos de um Canto Livre                                                                                                  | |               |
| 1989 | 7º lugar | 1-UESP | Tributo à Pirituba | |               |
| 1990 | 10º lugar | 1-UESP | Luiz Gonzaga, "o Lua, Danado de Bom"                                                                                        | |               |
| 1991 | 3º lugar | 1-UESP | Bahia e Seus Encantos | |               |
| 1992 | Vice-campeã | 1-UESP | Meninos de Rua | |               |
| 1993 | 9º lugar | 1-UESP | Juventude, Caminhos Abertos                                                                                                 | |               |
| 1994 | 8º lugar | Acesso | Do Passado ao Presente, Um Futuro Reluzente: O Jeito é se Comunicar                                                         | |               |
| 1995 | 6º lugar | 1-UESP | Respeitável Público | |               |
| 1996 | Campeã | 1-UESP | Eu Quero | |               |
| 1997 | 10º lugar | Acesso | Os Maiores Espetáculos da Terra                                                                                             | Carlos Marques |               |
| 1998 | Campeã | 1-UESP | Doce Magia Cigana | Gelson |               |
| 1999 | 8º lugar | Acesso | Incas - Filhos do Império Sol                                                                                               | Henry Domingues Filho e Wagner Colzatto                                                                                |               |
| 2000 | 6ºlugar | 1-UESP | Icamiabas | Jeronimo Guimarães |               |
| 2001 | 3º lugar | 1-UESP | A Saga Japonesa no Brasil                                                                                                   | Gil Rincon e José Carlos Lisboa                                                                                        |               |
| 2002 | Vice-campeã | 1-UESP | Uma Viagem ao Mundo do Carnaval                                                                                             | Sidney Vaz |               |
| 2003 | 8º lugar | Acesso | Prova de Fogo na Barca do Inferno                                                                                           | Sidney Vaz |               |
| 2004 | 6º lugar | Acesso | A Festa dos Povos no Portal do Mundo                                                                                        | Arnaldo Motta |               |
| 2005 | 4º lugar | 1-UESP | Dança: Expressão de Corpo e Alma                                                                                            | Michael Smith e Fábio Sorriso                                                                                          |               |
| 2006 | 7º lugar | Acesso | Da Essência à Fragrância: História e Evolução do Perfume                                                                    | Ancelmo Brito |               |
| 2007 | Vice-campeã | 1-UESP | Mulheres que Fizeram e Fazem a História do Nosso Brasil                                                                     | Leandro Lopes |               |
| 2008 | 7º lugar | Acesso | Cem Anos de Imigração Japonesa, Prova de Fogo é Okinawa (a Terra da Cortesia) neste Carnaval                                | Elizandro Alves (Chuchu)                                                                                               |               |
| 2009 | 6º lugar | 1-UESP | Educação para a Liberdade Compositores:Rogério Fogal, Gabriel Lima, Lucas Zangalli e Luccas Piccirillo                      | Eduardo Caetano | [ 2 ]         |
| 2010 | 5º lugar | 1-UESP | Carnaval na Roça: O Caipira que Virou Cowboy!                                                                               | Bill de Oliveira |               |
| 2011 | 6° lugar | 1-UESP | Da Segregação à Inclusão Social, Prova de Fogo é Refavela neste Carnaval Compositores:Denny Gomes, sandro neves e Valquíria | Oziene Furttado | [ 6 ]         |
| 2012 | 6° lugar | 1-UESP | Entre laços e fitas, a Prova de Fogo é festa nordestina nesse Carnaval                                                      | Robson Goulart |               |
| 2013 | 4º Lugar | 1-UESP | Prova de Fogo está em festa no quilombo de Pirituba !                                                                       | Róbson Goulart |               |
| 2014 | 7º lugar | 1-UESP | Do Sol ao Carnaval: a Prova de Fogo é a chama do samba que não se apaga!                                                    | Diego Tadeu | [ 4 ]         |
| 2015 | 8° lugar | 1-UESP | Grandes batalhas, são para grandes guerreiros                                                                               | Diego Tadeu | [ 5 ]         |
| 2016 | 4º lugar | 1-UESP | Chacrinha continua balançando a massa!                                                                                      | Cláudio Cebola | [ 3 ]         |
| 2017 | 12º Lugar | 1-UESP | Tambores e batuques, festas e tradições no interior paulista                                                                | Amarildo de Mello |               |
| 2018 | 11ºlugar | 2-UESP | Chiquinha Gonzaga a matriarca da música popular brasileira                                                                  | Amarildo de Mello | [ 7 ]         |
| 2019 | 3º Lugar | Acesso 1 de Bairros | Rosas Negras – O Perfume da Flor Sou Eu                                                                                     | Cezar Caetano e Felipe Cruz                                                                                            | [ 8 ]         |
| 2020 | 5º Lugar | Acesso 1 de Bairros | Bahia de todos os encantos, berço da tradição. Prova de Fogo mostra em versos sua canção!                                   | | [ 9 ]         |
| 2021 | Inicialmente adiados para o mês de julho, os desfiles do Carnaval 2021 foram cancelados devido a pandemia de Covid-19. | Inicialmente adiados para o mês de julho, os desfiles do Carnaval 2021 foram cancelados devido a pandemia de Covid-19. | Inicialmente adiados para o mês de julho, os desfiles do Carnaval 2021 foram cancelados devido a pandemia de Covid-19.      | Inicialmente adiados para o mês de julho, os desfiles do Carnaval 2021 foram cancelados devido a pandemia de Covid-19. | [ 10 ]        |
| 2022 | 6º Lugar | Acesso 1 de Bairros | O Samba Pede Passagem | Felipe Milanez | [ 11 ] [ 12 ] |
| 2023 | 8º Lugar | Acesso 1 de Bairros | O Pequeno Príncipe Preto | André Marins | [ 13 ]        |
| 2024 | 3º Lugar | Acesso 1 de Bairros | Alma africana: ecos de luta, herança e africanidade                                                                         | Comissão de Carnaval                                                                                                   | [ 14 ]        |